# Ursula Laquay-Ihm

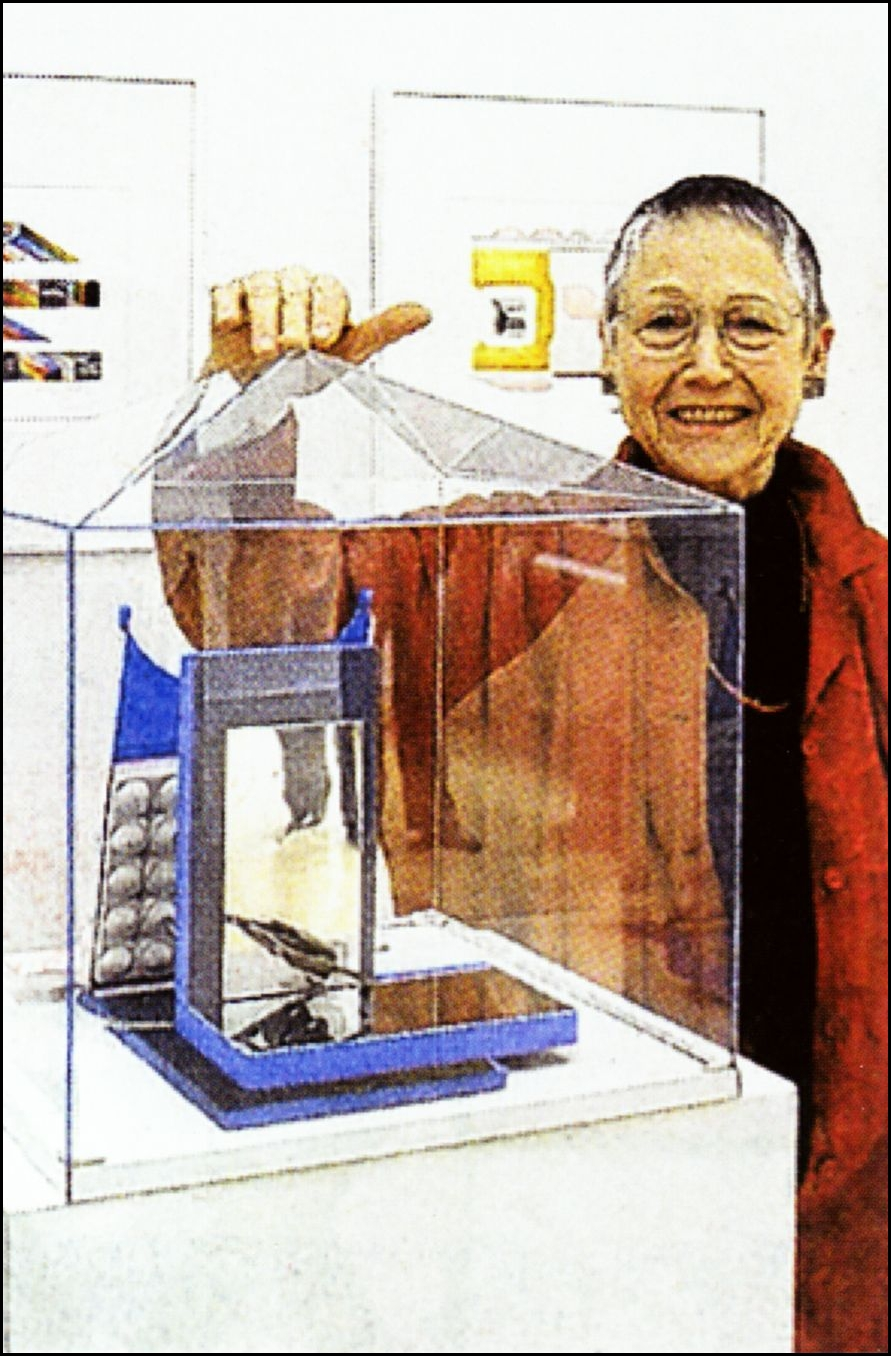
Ursula Laquay-Ihm mit einem ihrer Geschützten Häuser, 2008.

Ursula Laquay-Ihm (* 12. März 1932 in Karlsruhe) ist eine deutsche Malerin und Objektkünstlerin.

## Leben
Ursula Laquay-Ihm wurde am 12. März 1932 in Karlsruhe geboren als Tochter des Architekten, Malers und Zeichners Ludwig Ihm (1900–1973) und von Gertrud Ihm geb. Wahl (1901–1990). Die Familie wohnte in Speyer (Karlsruhe ist Geburtsort). Ursula Laquay-Ihm hat drei Schwestern und einen Bruder. 
Ursula Laquay-Ihm besucht in Speyer das Gymnasium, das sie 1950 mit dem Abitur abschließt, und absolviert dann Praktika in Schreinerei, Keramik und Textilgestaltung, die sie zur Bildenden Kunst führen. Von 1952 bis 1956 studiert sie Innenarchitektur und Hochbau an der Stuttgarter Kunstakademie unter den Lehrern Hugo Peters (künstlerische Gestaltung), Herta-Maria Witzemann (Innenarchitektur), Herbert Hirche (Hochbau), Peter Otto Heim (Keramik), Kurt Wehlte (Farbenlehre) und Lily Hildebrandt (Stoffdruck). Danach arbeitet sie bis 1957 als Möbeldesignerin in der Möbelindustrie und etabliert sich anschließend als freie Malerin in Stuttgart und Bietigheim. In diese Zeit fallen zwei längere Arbeitsaufenthalte in den USA und in Frankreich.
Im Jahr 1962 heiratet sie den Diplomingenieur Heinz Laquay (* 1927). Das Ehepaar lebt bis 1964 in Stuttgart, dann in Koblenz und ab 1973 bis heute wieder in Stuttgart. 1967 wird der Sohn Justus Laquay geboren, der als freischaffender Künstler und Designer in Berlin lebt und arbeitet.

## Werke (Auswahl)
Nach der Geburt ihres Sohnes 1967 vollzog sich bei Ursula Laquay-Ihm ein Bewusstseinswandel. Ihr fiel ins Auge, wie bedroht und fragil unsere Umwelt ist, und dass es gilt, diese Welt auch für künftige Generationen zu bewahren. Sie bringt „ein Repertoire technischer Formen in ihrer farbenkräftigen Malerei in phantasievolle Konstellationen ein“. Ab den achtziger Jahren setzt sie ihre Ideen auch in Objektbildern und Installationen um, in denen sie technische Überreste und Verpackungsabfälle der Zivilisation einem „Recycling“ unterwirft.
„Ihr Interesse“, so die Kunsthistorikerin Sabine Leutheußer-Holz (1955–2012), „gilt den Lebensräumen, die der Mensch gestaltet – und, das interessiert sie fast noch mehr, die er verunstaltet. Der Flächenverbrauch, den sich die Industriegesellschaft leistet, die Zerstörung von Naturressourcen, der verschwenderische Umgang mit Rohstoffen, die Wegwerfmentalität – dies alles läßt die Künstlerin mit Sorge in die Zukunft blicken“.
Hinweise:
- Werktitel sind kursiv gesetzt.
- Maße: Höhe × Breite × Tiefe.

### Malerei
| Bild | Beschreibung |
| ---- | --- |
|      | Ausblick auf ein weißes Land, 1977, Öl auf Leinwand auf Holz, 50 × 50 cm, Literatur: Döhl 1989.                                           |
|      | Freundliches Wachsen aus Hohlräumen, 1977, Öl auf Leinwand auf Holz, 35 × 35 cm, Kultusministerium Rheinland-Pfalz, Literatur: Döhl 1989. |
|      | Blattnischen, 1977, Öl auf Leinwand auf Holz, 60 × 60 cm.                                                                                 |
|      | Blauer Apparat, 1980, Öl auf Leinwand auf Holz, 35 × 46 cm.                                                                               |
|      | Gasblüte, 1980, Öl auf Leinwand auf Holz, 32 × 36 cm, Privatbesitz.                                                                       |
|      | Wasserblüte, 1980, Öl auf Leinwand auf Holz, 32 × 35 cm, Privatbesitz.                                                                    |
|      | Fernrohr, 1981, Öl auf Leinwand auf Holz, 48 × 45 cm.                                                                                     |
|      | Nautilus, 1981, Öl auf Leinwand auf Holz, 60 × 60 cm, Privatbesitz.                                                                       |
|      | Rotation, 1981, Öl auf Leinwand, 32 × 42 cm.                                                                                              |
|      | Katsura, 1982, Öl auf Leinwand auf Holz, 60 × 60 cm.                                                                                      |
|      | Blattaufzucht, 1984, Öl auf Leinwand auf Holz, 40 × 40 cm.                                                                                |
|      | Lautzelle, 1984, Öl auf Leinwand auf Holz, 40 × 40 cm, Privatbesitz.                                                                      |
|      | Technik verblümt, 1984, Öl auf Leinwand auf Holz, 35 × 35 cm.                                                                             |

| Bild | Beschreibung |
| ---- | --- |
|      | Welkende Früchte, 1984, Öl auf Leinwand auf Holz, 35 × 35 cm.                                                                           |
|      | Illusionspflanze entwächst dem Ideologiegarten, 1986, Öl auf Holz, 66 × 77 cm, Kulturamt der Stadt Sindelfingen, Literatur: Döhl 1989.  |
|      | Naturschutz in alten Gärten, Vergittert I, 1986, Öl auf Leinwand, 100 × 90 cm, Kultusministerium Rheinland-Pfalz, Literatur: Döhl 1989. |
|      | Naturschutz in alten Gärten, Vergittert II, 1986, Öl auf Leinwand, 100 × 90 cm.                                                         |
|      | Weiße Kuppel, 1986, Öl auf Holz, 66 × 77 cm.                                                                                            |
|      | Bilderräume, 1987, Öl auf Holz, 125 × 95 cm, Literatur: Döhl 1989.                                                                      |
|      | Sicherungskasten, 1992, Öl auf Leinwand auf Holz, oval 50 × 65 cm.                                                                      |
|      | Blau 1, 2002, Öl auf Papier, Höhe × Breite:18 × 30 cm.                                                                                  |
|      | Gelb 1, 2002, Öl auf Papier, 20 × 27 cm.                                                                                                |
|      | Ausblick, 2003, Öl auf Papier, DIN A4.                                                                                                  |
|      | Grüne Schläuche, 2003, Öl auf Papier, DIN A4.                                                                                           |

### Stadt-Zeichnungen
Eine Gruppe von Zeichnungen bezeichnet Ursula Laquay-Ihm als „Stadt-Zeichnungen“. Sabine Leutheußer-Holz charakterisierte diese Werkreihe anlässlich der Verleihung des Kunstpreises Sabine Hoffmann an Ursula Laquay-Ihm im Jahr 2008 folgendermaßen:
„Ausgangspunkt für diese Gruppe großformatiger, farbiger Arbeiten sind Stadtpläne. Ursula Laquay-Ihm studiert sie mit der Fragestellung: Wieviel Land hat das Land – wofür? Es schafft Repräsentationszonen und Industriezonen; geht es aber auch auf das Bedürfnis der Menschen nach Überlebenszonen, nach Illusionsräumen ein? Angezogen von der optischen Vielfalt, zu der sich die Informationen eines solchen Planes verdichten, versucht die Künstlerin, die Ordnungssysteme hinter den Strukturen zu erkennen, Modelle des Zusammenlebens zu finden. Um besser begreifen zu können, zeichnet sie die Pläne nach. Intuitiv erlebt sie so die zugrunde liegenden Muster. Sie entwickelt ein Gespür für städtebauliche Situationen, für komplizierte Verhältnisse, geniale Lösungen und ausgereizte Möglichkeiten. Diese Zeichnungen sind das Ergebnis strenger Abstraktionsprozesse.“
Hinweis: Nach dem Werktitel steht, falls vorhanden, in Klammern ein fiktiver Ortsname aus dem Buch Die unsichtbaren Städte von Italo Calvino (1972). Sie weisen auf ein Zitat hin, das Ursula-Laquay-Ihm als Motto für die jeweilige Stadt-Zeichnung ausgewählt hat.
| Bild | Beschreibung |
| ---- | --- |
|      | Chikago Reißbrettstadt (IRENE), 1990, Zeichnung und Mischtechnik auf Papier, 120 × 85 cm, bezeichnet: Chikago Stadt, signiert: 1990 U. Laquay-IHM.                                                                         |
|      | Chikago Hafen (CHLOE), 1988, Zeichnung und Mischtechnik auf Papier, 120 × 85 cm, bezeichnet: Chikago Harbor, signiert: Laquay IHM, Galerie Stihl Waiblingen, Dauerleihgabe seit 2004, Literatur: Döhl 1989.                |
|      | Solitude, Stuttgart, 1988, Zeichnung und Mischtechnik auf Papier, 120 × 85 cm, bezeichnet: Ihm & Seiner Solitude, Privatbesitz, Literatur: Döhl 1989.                                                                      |
|      | Machu Picchu (BAUCI), 1989, Zeichnung und Mischtechnik auf Papier, 120 × 85 cm, signiert: Laquay IHM, Galerie Stihl Waiblingen, Dauerleihgabe.                                                                             |
|      | Olympia damals, und die Mutation heute? (BAUCI), 1989, Zeichnung und Mischtechnik auf Papier, 120 × 85 cm, signiert: Laquay-IHM, Galerie Stihl Waiblingen, Dauerleihgabe seit 2004, Literatur: Döhl 1989; Waiblinger 2005. |
|      | Karlsruhe, Traum des Groß-Khan, 1990, Zeichnung und Mischtechnik auf Papier, 120 × 85 cm, Galerie Stihl Waiblingen, Dauerleihgabe.                                                                                         |

| Bild | Beschreibung |
| ---- | --- |
|      | Güglingen am Faden (OTTAVIA), 1991, Zeichnung und Mischtechnik auf Papier, 120 × 85 cm, bezeichnet: Güglingen, Ein Flügelwesen soll es bleiben, signiert: Laquay IHM 91, Galerie Stihl Waiblingen, Dauerleihgabe seit 2004. |
|      | Barcelona I, Olympiade 1992 (EUDOSSIA), 1992, Zeichnung und Mischtechnik auf Papier, 120 × 85 cm, signiert: Laquay-Ihm, Galerie Stihl Waiblingen, Dauerleihgabe seit 2004.                                                  |
|      | Barcelona II, Olympiade 1992 (EUDOSSIA), 1992, Zeichnung und Mischtechnik auf Papier, 120 × 85 cm. |
|      | Amsterdam Hafen (SMERALDINA), 1995, Zeichnung und Mischtechnik auf Papier, 120 × 85 cm, bezeichnet: Amsterdam, signiert: Laquay-Ihm, Galerie Stihl Waiblingen, Dauerleihgabe seit 2004.                                     |
|      | Mannheim, 1990, Zeichnung und Mischtechnik auf Papier, 120 × 85 cm, Gemeinde Ilsfeld. |

### Kosmische Architekturen

Bilderwand Kosmische Architekturen.

Die Werkreihe Kosmische Architekturen präsentiert Zeichnungen und Collagen, die als „Zukunftsprognosen“ (Ursula Laquay-Ihm) Einblicke in zukünftige Welten gewähren. Ursula Laquay-Ihm schuf den Zyklus zwischen 1991 und 2004. Die teilweise collagierten Zeichnungen im Format DIN A4 wurden mit Farbstift und Tempera auf Papier gezeichnet. Ein Teil der Zeichnungen befindet sich im Besitz der Künstlerin, 20 Zeichnungen hat sie 2004 an die Galerie Stihl Waiblingen als Dauerleihgabe vergeben. Die Einzelblätter können wie in der Abbildung zu einer Bilderwand mit 15 bis 20 Blättern kombiniert werden.

### Installationen
| Bild | Beschreibung |
| ---- | --- |
|      | Filtration (Ist Flaschen noch zu trauen?), 1986/1987, Holz mit Leinwand überzogen, Öl auf Leinwand, Plastikschläuche, Wandobjekt: 180 × 154 cm, Gesamtbreite ca. 300 cm, signiert auf der Rückseite, Besitz Ursula Laquay-Ihm. – Die Installation besteht aus einem großen Wasser-Objekt an der Wand und mit Wasser und Text gefüllten Flaschen auf dem Boden auf einem Podest. |
|      | Künstliche Baumaufzucht, 1990, vierteilig, Holzplatten in Form geschnitten, mit Leinwand überzogen und bemalt, 110–195 × 300 cm, signiert auf der Rückseite, Besitz Ursula Laquay-Ihm. – Großes Wasser-Objekt an der Wand, auf dem Boden auf einem Podest mit Wasser und Text gefüllte Flaschen.                                                                                |
|      | Der Seidenlaubenvogel, 1991, Holz, Kunststoff, Ölfarbe, Wand: ca. 250 × 300 cm, signiert auf der Rückseite, Besitz Ursula Laquay-Ihm. – Drei Vogelobjekte an der Wand, auf dem Boden eine kleine blaue Kunststoffschale mit blauen Fundstücken, dazu ein Pult im Raum stehend mit aufgeschlagenem Bildband.                                                                     |
|      | Geschlossene Gesellschaft (Männer und Frauen, zwei Generationen), 1992, Plexiglas, Holz, Papier, Spiegel, medizinische Utensilien, Ölfarbe, 80/50 × 280 × 200 cm, signiert jeweils an einem Kopf, Besitz Ursula Laquay-Ihm. |
|      | dto. |
|      | dto. |
|      | Architekturmodelle am künstlichen Wasserfall, 1994, Wasserfall: von Hand gefärbte Stoffbahnen gerafft und miteinander vernäht, Infusionsschläuche, 250 × 250 cm, Architekturmodelle: Holz mit blauer Farbe bearbeitet, Höhe max. 30 cm, signiert am Metallrost, Besitz Ursula Laquay-Ihm.                                                                                       |

| Bild | Beschreibung |
| ---- | --- |
|      | dto., Architekturmodell 1. |
|      | dto., Architekturmodell 2. |
|      | dto., Architekturmodell 3. |
|      | dto., Architekturmodell 4. |
|      | dto., Architekturmodell 5. |
|      | Sieben Autisten, 2007, Installation in der Ausstellung: Zum Thema „Auf den Kopf zu“, Galerie in der Zehntscheuer, Möglingen, 2007.                                  |
|      | dto. |
|      | Variation Wasserfall mit Schalt-Objekt, 2008, Stoff, Kunststoff, Holz, Metall, Ölfarbe, ca. 300 × 400 cm, signiert auf dem Schalt-Objekt, Besitz Ursula Laquay-Ihm. |

### Objekte
| Bild | Beschreibung |
| ---- | --- |
|      | Wasser als Reagenz, 1987, Papier, Kunststoff, Glas, Ölfarbe, Baumwolle, 50 × 50 cm.                                                                   |
|      | Wasser als Reagenz II, 1990, Papier, Kunststoff, Glas, Ölfarbe, Baumwolle, ca. 80 × 80 × 28 cm, signiert auf der Rückseite, Besitz Ursula Laquay-Ihm. |
|      | Ginkgoaufzucht manipulierbar, 1986, 50 × 50 cm, signiert: Laquay-IHM 86, Privatbesitz.                                                                |
|      | Nekropole, 1986, 50 × 50 cm, Privatbesitz. |
|      | Raumziel, 1987, 125 × 95 cm, signiert: Laquay-IHM, Privatbesitz.                                                                                      |
|      | Raritätenbehälter, 1988, technische Assemblage, 50 × 50 cm.                                                                                           |
|      | Schaltplatte, 1988, technische Assemblage, 50 × 50 cm.                                                                                                |
|      | Leere Behältnisse, 1988, technische Assemblage, 40 × 40 cm, signiert: Laquay-IHM.                                                                     |

| Bild | Beschreibung |
| ---- | --- |
|      | Ginkgo-Fächer, 1991, Sperrholz mit Leinwand überzogen, bemalt, ca. 90 × 500 cm, signiert auf der Rückseite, Bürgerstiftung Kunst für Güglingen, Literatur: Belting 1991.                      |
|      | Von Nichts bis Zuviel, 1992, Zeichnung und Papiercollage, 100 × 100 cm, signiert: U. Laquay-IHM, Besitz Ursula Laquay-Ihm. Zum Thema Verplanung und Zerstörung der freien Landschaftsflächen. |
|      | Wenig zu Nichts, 1992, Zeichnung und Papiercollage, 100 × 100 cm, signiert: U. Laquay-IHM, Besitz Ursula Laquay-Ihm. Zum Thema Verplanung und Zerstörung der freien Landschaftsflächen.       |
|      | Laborhaus, geschützt II, 2001, technische Assemblage, Acrylglas, 45 × 40 × 40 cm. |
|      | Aus dem Medizinbuch: „Hals, Nasen, Ohren“, 2005, 32 × 30 × 10 cm. |
|      | Unzugängliche Orte: Industrieplatz I, 2005/2006. |
|      | Großes gelbes Medizinbuch, 2006, Assemblage, aufgeklappt, ca. 110 × 85 cm. |
|      | Fundstücke: Geschützt unter der Haube, 2008, 28 × 25 cm. |

## Werke in öffentlichen Sammlungen
- Stadt Böblingen
- Stadt Sindelfingen
- Kultusministerium Rheinland-Pfalz
- Regierungspräsidium Stuttgart
- Regierungspräsidium Tübingen

## Ausstellungen

### Einzelausstellungen
|  | - 1963, 1967: Galerie im Zimmertheater, Tübingen - 1964: Galerie am Berg, Stuttgart - 1973: Galerie Orek, Konstanz - 1977: Württembergische Bank, Stuttgart - 1981: Galerie der GEDOK, Stuttgart - 1983: Galerie im Asemwald, Stuttgart-Birkach - 1983: Galerie Café Schwarz, Stuttgart-Untertürkheim - 1986: Galerie Dr. Przerwa-Weitzsäcker, Stuttgart - 1988: Werkstattgalerie im Reuchlinhaus, Stuttgart - 1989: Galerie Eva Tent, Koblenz - 1990: Galerie im Amtsgericht, Stuttgart-Bad Cannstatt - 1991: Bürgerstiftung Kunst für Güglingen, Rathaus Güglingen - 1991: „Vorwiegend Blau künstlich“, Kunstverein Kirchheim unter Teck | - 1991: Kulturkreis Weilimdorf, Volksbank - 1992: Initiative Mahlwerk, Städtische Galerie Plochingen - 1992: Galerie in der Mühle, Schorndorf-Schornbach - 1992: Amt für Umweltschutz, Stuttgart - 1994: Gleichstellungsstelle im Tagblatt-Turm Stuttgart - 1995: Stadtzeichnungen, Rathaus Ilsfeld - 1997: Galerie Karin Gundel, Freiberg am Neckar - 1999: Zum Thema „Stadt“, Städtische Galerie im Rathaus Ruit, Ostfildern-Ruit - 2000: Martin Greif Haus, Speyer, Webergasse 1, fortlaufend wechselnd - 2005: Atelier und Galerie Angelika Flaig, Kornwestheim - 2008: Zum Thema „Gegenwartspositionen“, Galerie Josef Nisters, Speyer - 2008: „Ursula Laquay-IHM. Verplante Lebensräume. Objekte – Installationen – Zeichnungen“. Anlässlich der Verleihung des Kunstpreises Sabine Hoffmann, Galerie im Heppächer, Esslingen |

### Gruppenausstellungen
VBKW = Verband Bildender Künstler und Künstlerinnen Württemberg
|  | - 1957, 1960: Pfalzpreis, Kaiserslautern - 1959: „Maler sehen Stuttgart“, Stuttgart - 1964: „Das kleine Format“ , Galerie Senatore, Stuttgart - 1965: „Illustrationen zu UBU ROI“, Kleine Galerie Tübingen / Club Estro Armonico, Brüssel / Club Voltaire, Stuttgart - 1966: Purrmannpreis der Stadt Speyer - 1966: „Künstler der Galerie Teufel“, Koblenz - 1966: „Künstler der Galerie Teufel“, Städtische Galerie Trier - 1966: „Kleine Formate“, Galerie am Berg, Stuttgart. - 1966: „Kleine Formate“, Galerie moderne Kunst, Stuttgart-Vaihingen - 1966–1971: „Form und Farbe“, Koblenz, Haus Metternich - 1967: „Kleine Formate“, Künstler der Galerie Teufel, Koblenz - 1967: „Europäische Graphik“, Galerie Teufel, Koblenz - 1968: Weihnachtsausstellung, Kunstverein Speyer/Rhein - 1969/1970: Kunstausstellung mittelrheinischer Künstler, Weißenthurm - 1971: Landeskunstausstellung Rheinland-Pfalz, Mainz - 1971: Künstlergemeinschaft Eifel-Ardennen, Prüm, Eifel - 1973: Landeskunstausstellung Rheinland-Pfalz, Koblenz - 1973: Verband bildender Künstler Baden-Württemberg, Stuttgart/Kirchheim - 1973: Jahresausstellung des Württembergischen Kunstvereins, Stuttgart - 1973: Künstlerbund Baden-Württemberg, Stuttgart - 1974: Illustrationen zu „!Alice im Wunderland“, Zimmertheater Tübingen - 1974: Künstlerbund Baden-Württemberg, Freiburg - 1975: Landeskunstausstellung Rheinland-Pfalz, Pirmasens - 1975: „Landschaft – Kunstlandschaft“, VBKW, Heidelberg/Mannheim - 1975: Künstlerbund Baden-Württemberg, Karlsruhe - 1976: VBKW, Stuttgart - 1976/1980: „Südliche Weinstraße“, Landau - 1976: „Porträt“, Sparkasse Karlsruhe - 1977/1981: Künstlerbund Baden-Württemberg, Esslingen am Neckar - 1977, 1978: Art Basel, Galerie Fischer-Rothfuß - 1978: „Selbstportrait“, Sparkasse Karlsruhe - 1979: Drei Künstler bei Schulze/Simco, Winnenden - 1980–1988: Neue Gruppe Sindelfingen, Galerie der Stadt Sindelfingen - 1979: „Technik und Arbeit im Spiegel der württembergischen Kunst“, Württembergische Bank, Stuttgart - 1979: Künstlerbund Baden-Württemberg, 25. Jahresausstellung, Stuttgart - 1979: Jahresausstellung des Württembergischen Kunstvereins Stuttgart - 1980: „Schaffen der pfälzer Künstler“, Galerie Wilms, Bergzabern - 1980: Sickinger Kunstpreis, Kaiserslautern - 1980: Landtag Rheinland-Pfalz, Mainz - 1980: Landeskunstausstellung Rheinland-Pfalz, Trier - 1981: Daniel-Kahnweiler-Preis, Rockenhausen - 1981: VBKW, Stuttgart - 1981: „Kunst im Schloß Haigerloch“, 14 Künstler aus Baden-Württemberg - 1982: „Der Mensch in seiner Umwelt“, Bundes-GEDOK-Ausstellung, Kirn - 1983: Landeskunstausstellung Rheinland-Pfalz, Mainz - 1983: Drei Künstlerinnen im Rathaus Steinenbronn - 1984: 60 Jahre Verband bildender Künstler, Kunstverein Stuttgart - 1984: Kunst und Künstler in Rheinland-Pfalz, Koblenz und Lincoln/Großbritannien - 1984: Horvath Gallery San Francisco, European and American Contemporary Art - 1984: „Handzeichnungen“, VBKW, Gruppe Stuttgart, Galerie im Burgenlandzentrum, Stuttgart-Feuerbach - 1984: „Thema Natur“, VBKW, Landesgartenschau in Reutlingen | - 1984: „Werden und Gestalten“, GEDOK, Gruppe Reutlingen, Reutlingen, Spitalhof - 1984: Edition Camu, Schellenkönig, Stuttgart - 1984: „Vielfalt“. Landeskunstwochen in Rottweil - 1985: Künstler im Rathaus Stuttgart, GEDOK Stuttgart - 1985: Künstler im Regierungspräsidium Neustadt/Weinstraße - 1986: Heide Göller, Ursula Laquay-Ihm und Alida Treichler, Drei Künstlerinnen in der Rathausgalerie Euskirchen - 1986: Künstler aus Baden-Württemberg, VBKW, Osnabrück - 1986: „Natur und Technik“, Kunstverein Eislingen - 1986: „26 Künstler aus Stuttgart“; Stuttgart/Luxemburg - 1986: Landeskunstausstellung Rheinland-Pfalz, Pirmasens - 1987: „Wasser“, Stuttgart/Hamburg - 1987: „Kleider von Künstlern“, Galerie im Heppächer, Esslingen - 1988: „Güglinger Palmtuch“, Güglingen - 1988: Neun Künstler in Schwäbisch Gmünd, VBKW - 1988: Zum Thema „Zeichnung“, Mitgliederausstellung im Reuchlinhaus Stuttgart, Künstlerbund Baden-Württemberg - 1988: Jahresausstellung des Württembergischen Kunstvereins, Stuttgart - 1989: „Schwarz-Weiß“, Rheinland-Pfälzische Künstler in Prüm - 1991: Laquai-IHM / Magel, Kunstkreis Feuerbach Flaig, Galerie im Burgenlandzentrum, Stuttgart-Feuerbach - 1992: „Scenen aus dem Laborinth“, Bopp / Fohrer / Garry / Laquay-IHM, Alpirsbacher Galerie - 1992: Neue Sindelfinger Gruppe, Rathaus Sindelfingen - 1993: Kunst im Lande, zeitkritische Umweltbilder, Staatsgalerie Stuttgart - 1993: „Vor Ort“, VBKW, Region Stuttgart, Galerie unterm Turm, Stuttgart - 1993: „Auf Papier“, Künstlerbund Baden-Württemberg, Kunstverein Heidelberg - 1993: Jahresausstellung des Württembergischen Kunstvereins, Heidelberg - 1993: 23 Jahre Neue Sindelfinger Gruppe, Rathaus Schönaich - 1994: „Außerhalb des Rahmens“, Kunst und Künstler aus Rheinland-Pfalz, Kultursommer, Kunstverein Germersheim - 1995/1999: Städtische Galerie Fruchthalle Rastatt, Sammlung Günther Westermann - 1996: „Für kurze Zeit“, GEDOK Wuppertal, Kunsthalle Barmen - 1996: „Eine andere Bibliothek“, GEDOK Stuttgart, Galerie unterm Turm, Stuttgart - 1996: „Variation 2000“, Kultursommer, Kunstpreis der Stadt Kirn - 1996: Zeichnung, Kunstpreis der Stadt Bühl - 1997: „Im Quadrat“, Kunstkreis, Städtische Galerie Tuttlingen - 1997: Neue Sindelfinger Gruppe, Rathaus Sindelfingen - 1997: „Ich denke an ...“ (1990, 1993, 1995), Galerie Karin Gundel, Freiberg am Neckar - 1998: „Mixed Media“, Galerie im Heppächer, Esslingen am Neckar - 1999: Künstlerjahrgänge vor 1940, Kunstverein Germersheim im Zeughaus, Bundesverband Bildender Künstler Rheinland-Pfalz (BBK Rheinland-Pfalz) - 1999: Perron-Kunstpreis der Stadt Frankenthal (Pfalz) - 2001: „10 Jahre Künstlerinnen im Turm“, Geno-Haus, Stuttgart - 2003: Neue Sindelfinger Gruppe, Städtische Galerie Sindelfingen - 2005: Künstlerbund Baden-Württemberg, Städtische Galerie Karlsruhe - 2006: Zum Thema „Verbucht“, Galerie in der Zehntscheuer, Möglingen - 2007: Zum Thema „Auf den Kopf zu“, Galerie in der Zehntscheuer, Möglingen - 2008: Zum Thema „Verbucht“, Galerie in der Zehntscheuer, Möglingen |

## Mitgliedschaften
- Künstlerbund Baden-Württemberg (seit 2003)
- BBK, Berufsverband Bildender Künstler Rheinland-Pfalz (bis 2002)
- AKM, Arbeitsgemeinschaft bildender Künstler am Mittelrhein (bis 2002)
- GEDOK Stuttgart (bis 2002)
- BBK, Landesverband Bildender Künstler und Künstlerinnen Baden-Württemberg (bis 2002)
- Württembergischer Kunstverein Stuttgart (bis 2002)
- Künstlerhaus Stuttgart (bis 2002)
- Neue Gruppe Sindelfingen (bis zur Auflösung 2003)

## Preise
- 2008: Kunstpreis Sabine Hoffmann

### Leben und Werk
- Malerin Ursula Laquay-Ihm. In: Daniela-Maria Brandt (Redaktion): Künstlerverzeichnis Baden-Württemberg / Künstlerbund Baden-Württemberg, Band 1, Stuttgart 1982, 1 Seite ohne Nummerierung.
- Gert K. Nagel: Schwäbisches Künstlerlexikon. Vom Barock bis zur Gegenwart, München 1986, Seite 75.
- Allgemeines Künstlerlexikon. Bio-bibliographischer Index A–Z, Band 7, K. G. Saur. München 2008, Seite 823.
- Günther Wirth: Kunst im deutschen Südwesten. Von 1945 bis zur Gegenwart, Stuttgart 1982, Seite 169.

### Werke
- Elke Eberle: Verdrängte Welten. „Verplante Lebensräume“ von Ursula Laquay-IHM in der Esslinger Galerie im Heppächer. In: Esslinger Zeitung vom 19. November 2008.
- Gabriele Hoffmann: Einführung in die Ausstellung von Ursula Laquay-Ihm „Vorwiegend Blau künstlich“ am 7.9.1991 in Kirchheim, Manuskript .
- Gabriele Hoffmann: Lebensräume unter der Haube. Die Esslinger Galerie im Heppächer zeigt Arbeiten von Ursula Laquay-Ihm. In: Stuttgarter Zeitung vom ? 2008.
- (jns): Ambivalenz zwischen Natur und Technik. „Gegenwartspositionen“: Ursula Laquay-Ihm präsentiert Exponate aus 15 Schaffensjahren. In: [Hockenheim] vom ? 2008.
- Wenzel Nemec: Auswahl zeitgenössischer deutscher Malerei und Graphik, Ingolstadt 1986, Seite 94–96.
- Monika Portenlänger: Technik bedeutet Kreativität. Ursula Laquay-Ihm zeigt „Gegenwartspositionen“ in Speyerer Galerie Nisters. In: Die Rheinpfalz, Speyer vom 19. April 2008.
- Heinz Rall; Peter Anselm Riedl: Das Güglinger Palmtuch, Güglingen 1988, Seite 44–45.
- Joachim Schindelbeck: Eine positive Vision auf dem Weg zu sich selbst. Galerie Nisters zeigt ab heute „Gegenwartspositionen“ von Ursula Laquay-Ihm . Ihre Arbeiten fordern die Auseinandersetzung mit der Technik. In: Speyerer Morgenpost vom 19. April 2008, Seite 3.
- Städtebilder von Laquay-IHM. Im Museum der Stadt Waiblingen. In: Staufer-Kurier vom ? 2005.
- Ulrich Stolte: Computerherzen unter Plexiglas. Ursula Laquay-Ihm erhält einen Preis für ihre Arbeiten zur Bedingung des Menschlichen. In: Stuttgarter Zeitung vom 17. November 2008.
- Zur Ausstellung im Stadtmuseum Waiblingen. In: Waiblinger Kreiszeitung vom 25. Januar 2005.
- Der Aufriss des Stadtgrunds. Zeichnungen von Ursula Laquay im Museum. In: Waiblinger Kreiszeitung vom 25. Januar 2005.

### Kataloge
Hinweis: Angaben in runden Klammern = Werkabbildungen.
- Klaus Basset: 26 Künstler aus Stuttgart. Eine Ausstellung des Kulturamtes der Landeshauptstadt Stuttgart, Stuttgart 1986, Seite 34–35 (Überlebenspyramide).
- Hans Belting (Text); Justus Laquay (Fotos): Ursula Laquay-IHM. Kunst im Rathaus. 10 Jahre Bürgerstiftung. Kunst für Güglingen, Güglingen 1991.
- Esther Bloch (Redaktion): Die Welt ist schön. Ist die Welt schön. Eine Ausstellung der GEDOK, München 1982, Seite 53 (Fern von Katsura), 136.
- Doris Cordes-Vollert (Redaktion); Sylvia Kornmacher (Mitarbeit), Sibylle Berger (Mitarbeit): Wasser. Dokumentation einer Ausschreibung der Internationalen Gesellschaft der Bildenden Künste, Sektion Bundesrepublik, Bonn 1986, Seite 51 (Filtration).
- Reinhard Döhl (Text); Justus Laquay (Fotos): Ursula Laquay-Ihm. Ölbilder, Zeichnungen, Objekte, Stuttgart 1989.
- Natur und Technik. Malerei, Grafik, Objekte, Videoinstallationen. 27 Künstler stellen aus vom 12. April bis 4. Mai 1986 im alten Postgebäude in Eislingen, 2 Seiten ohne Seitenzahl (Dampfhammer).
- Angelika Fellmer (Redaktion); Renate Theilacker (Redaktion); Sigrid Baumann-Senn (Illustration): Eine ganz andere Bibliothek. Eine Ausstellung der Stadt Stuttgart in Zusammenarbeit mit der GEDOK Stuttgart vom 21. November 1996 bis 05. Januar 1997 in der Galerie unterm Turm, Stuttgart, Stuttgart 1996, 2 Seiten ohne Seitenzahl (Ein Buch mit 6 Siegeln).
- Angelika Flaig (Redaktion): Vor Ort. Künstler aus Stuttgart. Eine Ausstellung der Region Stuttgart im Verband Bildender Künstler Württemberg in der Galerie Unterm Turm Stuttgart 1993, Stuttgart, 1993, Seite 20–21 (Geschlossene Gesellschaft), 41.
- Angelika Flaig; Ingeborg Bosch: Stuttgart meets Durban, Durban meets Stuttgart, Baden-Württemberg meets KwaZulu Natal. Kunst zwischen Verortung und Netzwerk, Stuttgart 1998, 1 Seite ohne Seitenzahl (Abbildung).
- Monika Graen (Redaktion): Landeskunstausstellung Rheinland-Pfalz, Trier 1980, 5. September bis 12. Oktober 1980, Trier 1980, 1 Seite ohne Seitenzahl (Palais).
- Heinz E. Hirscher: Zu den Ölbildern und Grafiken von Ursula Laquay-Ihm in unserer Galerie am Berg. In: Stuttgarter Jugendhäuser im Dezember 64, Stuttgart 1964, 2 Seiten ohne Seitenzahl (Spitzendeckchen).
- Internationale Kunstausstellung Kirn 82, Nr. 40–41 (Eingespannt).
- Form + Farbe 66. Kunstausstellung der Arbeitsgemeinschaft bildender Künstler am Mittelrhein. Koblenz, Haus Metternich, 24. September bis 23. Oktober 1966, Koblenz 1966, Nr. 32, 33 (Gartenstilleben).
- Form + Farbe 71. 23. Jahresausstellung der Arbeitsgemeinschaft bildender Künstler am Mittelrhein. Koblenz, Haus Metternich, 23. Oktober – 28. November 1971, Koblenz 1971, Nr. 64 (Abbildung).
- Landeskunstausstellung Rheinland-Pfalz 1973, Koblenz, Kurfürstliches Schloss, 1. September – 28. Oktober 1973, Koblenz 1973, 1 Seite ohne Seitenzahl (Technisches Ungeheuer am See).
- Ursula Laquay-Ihm. Galerie Orek, Konstanz, 16.11.-24.12.1973, Konstanz 1973.
- Monika Kron (Redaktion); Wolfgang Venzmer (Redaktion): kunst 83. Landeskunstausstellung Rheinland-Pfalz, Mainz 1983, Nr. 193–194 (Brücke ohne Weg).
- Künstlerbund Baden-Württemberg, 19. Jahresausstellung, Stuttgart 1973, Nr. 180, 181 (Winterliches Getriebe).
- Künstlerbund Baden-Württemberg, 20. Jahresausstellung, Freiburg 1974, Nr. 185, 186 (Dampfhammer).
- Künstlerbund Baden-Württemberg e. V., 21. Jahresausstellung, Karlsruhe 1975, Nr. 146 (Grün begrenzt).
- Künstlerbund Baden-Württemberg, 23. Jahresausstellung, Esslingen 1977, Nr. 150 (Ausblick auf ein weißes Land).
- Künstlerbund Baden-Württemberg, 25. Jahresausstellung, Stuttgart 1979, Nr. 265–266 (Schneerad).
- Künstlerbund Baden-Württemberg, 27. Jahresausstellung, Esslingen 1981, Nr. 168 (Auf dem Tablett serviert).
- Künstlerbund Baden-Württemberg e. V., 34. Jahresausstellung, Zeichnungen, Stuttgart 1988, Nr. 132–133 (Solitude).
- Künstlerbund Baden-Württemberg e. V., 39. Jahresausstellung, Heidelberg 1993, Nr. 92 (Von wenig zu Nichts).
- Bernd Künzig: Kunstpreis 1996 der Stadt Bühl für Zeichnung, 1 Seite ohne Seitenzahl (Satellit I).
- Sabine Leutheußer-Holz: Ursula Laquay-Ihm. Verplante Lebensräume. Objekte – Installationen – Zeichnungen, Stuttgart 2008.
- Landesausstellung BBK Rheinland-Pfalz, Pirmasens 1986, Nr. 121 (Naturschutz in alten Gärten I).
- Kunst und Künstler aus Rheinland-Pfalz 1984. Eine Ausstellung von Tafelbildern im Mittelrhein-Museum Koblenz 1984, Seite 8 (Blätterwald).
- Bernd Goldmann (Redaktion): Schwarz & Weiß, Kunst und Künstler aus Rheinland-Pfalz 1989, Seite 97 (Unbehauste Häuser).
- „Kunst außerhalb des Rahmens“, 11. Ausstellung Kunst und Künstler aus Rheinland-Pfalz 1994, Kultursommer Rheinland-Pfalz, Germersheim, Zeughaus und Fronte Beckers, Seite 64–65 (Wasserfall-Traum).
- Bilder & Skulpturen. Vierzehn Tage Schwäbisch Gmünd. 9 Stuttgarter Künstlerinnen und Künstler stellen aus 1988, 3 Seiten ohne Seitenzahl (Ginkgoartig).
- Sickingen Kunstpreis 1980, Landkreis Kaiserslautern, Ausstellung der Pfalzgalerie Kaiserslautern, 1 Seite ohne Seitenzahl (Blaue Illusion).
- Neue Gruppe Sindelfingen 1992, Seite 28–30 (Behälter entläßt Stoffliches, Flugverbindung, Auf dem Tablett serviert, Flügelmotor).
- Zehn Jahre Künstlerinnen im Turm von 1991 bis 2001, Stuttgart 2001, 2 Seiten ohne Seitenzahl (Labor-Haus I).
- H. Teufel: Ursula Laquay-Ihm. Ölbilder und Grafiken. Galerie im Zimmertheater Tübingen, 2. Juli 1967 bis 29. Juli 1967, Tübingen 1967.
- Ölbilder von Ursula Laquay-Ihm im Foyer des Zimmertheaters Tübingen, 30. Dez. 1963 bis 23. Jan. 1964, Tübingen 1963, 2 Seiten ohne Seitenzahl (Spitzendeckchen).
- „Im Quadrat“, Kunstkreis, Städtische Galerie Tuttlingen 1997, Seite 96 (Verwandlung einer Stadt).
- Verband bildender Künstler Württemberg ’76. Eine Ausstellung von Mitgliedern des Verbandes bildender Künstler Württemberg e. V. unter dem Rahmenthema „Qualität des Lebens“, Stuttgart 1976, 1 Seite ohne Seitenzahl (Abbildung).
- 60 Jahre Verband Bildender Künstler Württemberg, Stuttgart 1984, Seite 56 (Fernsehen Programm 9).
- Handzeichnungen. Eine Ausstellung von Künstlern des VBKW, Gruppe Stuttgart, Galerie im Burgenlandzentrum Stuttgart-Feuerbach, 16. Juni – 1. Juli 1984, Stuttgart 1984, 1 Seite ohne Seitenzahl (Verschiedenfarbige Raritäten).
- Verband bildender Künstler Württemberg in der Dominikanerkirche Osnabrück Februar 1986, 2 Seiten ohne Seitenzahl (Ferngesteuert).
- Wolfgang Venzmer (Redaktion); Monika Kron (Redaktion): Kunstausstellung Rheinland-Pfalz, Mainz 1971, Mittelrheinisches Landesmuseum Mainz, 12. März – 25. April 1971, Mainz 1971 (Blattpaar).

### Medien
- Ursula Laquay-Ihm. Verpackungs-Architektur, Film von Justus Laquay, 2001, Dauer: ca. 5 Minuten, aufgenommen bei der Eröffnung der Ausstellung in der Galerie Karin Gundel in Freiberg am Neckar 1997, Textbeiträge aus der Eröffnungsrede von Martina Siebeck und dem Katalogtext von Reinhard Döhl.
- Interview von Lerke von Saalfeld mit Ursula Laquay-IHM. In: Süddeutscher Rundfunk (Hörfunk), Journal am Morgen, 5. Juni 1997, 8:10 Uhr.